# The Great Day
The Great Day é um curta-metragem dramático britânico lançado em 1920 e dirigido por Hugh Ford. Alfred Hitchcock é creditado como designer de título. Em 17 de abril de 1921, a Paramount Pictures lançou o filme nos Estados Unidos com cinco rolos cinematográficos (cerca de 50 minutos). Hoje, considera-se que o curta é um filme perdido.

## Elenco
- Arthur Bourchier - Sir John Borstwick
- Mary Palfrey - Lady Borstwick
- Marjorie Hume - Clara Borstwick
- Bertram Burleigh - Frank Beresford
- Adeline Hayden Coffin - Mrs. Beresford (como Mrs. Hayden Coffin)
- Percy Standing - Paul Nikola
- Meggie Albanesi - Lillian Leeson
- Geoffrey Kerr - Dave Leeson
- Lewis Dayton - Lord Medway
- Mrs. L. Thomas - Lord Medway's Mother
- L.C. Carelli - Semki